# Scoutbibeln
Scoutbibeln är en bibel innehållande Nya Testamentet, och syftar på scoutlagens första punkt: "En scout söker sin tro, och respekterar andras". Scoutbibeln är utgiven av Svenska Scoutrådet, och innehåller inte bara det Nya Testamentet, utan även olika tips på andakter och olika scoutböner.
Här är några böner som finns nedskrivna i scoutbibeln:
Scoutbönen
Käre fader i din himmel,
Du som alltid hjälper mig,
Vart jag går i världens vimmel!
Hör min bön som söker Dig:
Hjälp mig leva dig till ära,
Hedra Sverige, mor och far,
Min och andras bördor bära.
Hjälp mig lyda scouters lag
Amen.

Scoutledarens bön
Jesus,
Du som ledde dina lärjungar genom äventyr och
strapatser, och utrustade dem för att leda din kyrka,
hjälp mig att leda mina scouter genom äventyr och
strapatser, hjälp mig att leda dem till ett möte med dig,
så att du kan utrusta dem för att leda din kyrka.
Amen